# Gare de Caplan
La gare de Caplan est une gare ferroviaire du Chemin de fer de la Gaspésie (ligne de Matapédia à Gaspé). Elle est située rue des Érables à Caplan dans la région Gaspésie–Îles-de-la-Madeleine et la province de Québec au Canada.
Elle est ouverte au service des marchandises. Mais elle est provisoirement fermée au service des voyageurs depuis 2013, en attendant la réouverture de la ligne à ce trafic.

## Situation ferroviaire
Établie à 31 mètres d'altitude, la gare de Caplan est située, au PK 125, sur la ligne de Matapédia à Gaspé, entre les gares de New Richmond, en direction de Matapédia, et Bonaventure, en direction du terminus de Gaspé.

## Service des voyageurs

### Desserte
Le service des voyageurs est suspendu depuis 2013 du fait du mauvais état de la ligne. Les travaux de réhabilitation de la voie sont en cours, la réouverture est prévue en 2025.